# حوض البقارة

حوض البقارة الجوفي هو منطقة مياه جوفية رسوبية في غرب السودان ويمتد حتى الأطراف الشمالية في جنوب السودان وافريقيا الوسطى.

## الموقع الجغرافي
يمتد في ولايات كردفان ودارفور في محليات الضعين وبرام وعديلة وكتيلة وتلس وقريضة وجزءاً من رهيد البردي وشعرية ويمتد حتى شمال بحر الغزال في جنوب السودان وشمال جمهورية إفريقيا الوسطى ويحادد رسوبيات دلتا وادي الكوع بمنطقة مهاجرية بولابة دارفور وحوض المجلد.

## المساحة
أظهرت قياسات الجاذبية حوضاً بطول 250 كيلومتر يغطي مساحة قدرها 239,411 كيلو متر مربع ويتكون من تكوينات أم روابة الذي يعلو تكوينات النوبة ويتراوح سمك الرواسب فيه ما بين 300 و400 متر بالقرب من برام وقد تصل إلى 500 متر شمال شرق الضعين، فيما يبلغ محيط الحوض 2708 كيلومتر.

## مخزون المياه الجوفية
تقدر كمية المياه الجوفية التي يحتويها الحوض بحوالي 1,7 مليار متر مكعب على اعماق تتراوح بين 10 و75 متر. وتتراوح ملوحة المياه العذبة فيه من 500 إلى 800 جزء في المليون، يستخدم منها حوالي مليون متر مكعب سنوياً.

## الوصف الجيولوجي
حوض البقارة عبارة عن حوض مياه جوفية يقع ضمن شبكة أحواض أخدود غرب ووسط إفريقيا شمال غرب حوض المجلد بالسودان وهو أشبه بأحواض شرق تشاد، حيث تم اكتشاف النفط. وبتحليل البيانات السيزمية ثنائية أبعاد الضوء للتعرف على نشأة وتطور البنى الإقليمية والمحلية الرئيسية للحوض يتضح بأن حوض البقارة يتميز بهندسة جرابين مع وجود اثنين من التصدعات الحدودية الناجمة عن حركة انزلاق الصخور، ومستنقع في الجزء الأوسط. ويكشف التحليل عن وجود نوعين من الهياكل داخل حوض البقارة؛ تكتونيات انعكاسية مقتصرة على تصدعات الحوض الكبرى في الجزء الغربي وتصدع نسقي في الجزء المركزي. وقد حدثت التكتونيات الانقلابية خلال حقبة الإيوسين وهي ذات صلة بحادث ضغط كبير سريع نجم عن تصادم قاري لطبقات الصخور الإفريقية والأوراسية.  ويعتبر حوض البقارة من الأحواض الرسوبية القديمة لوجوده داخل الكتلة القارية.

## الجوانب الهيدروجيولوجية
حوض البقارة نظام متعدد الطبقات يتكون الحوض من تكوينات أم روابة ويعلو التكوين النوبي ولا يتسق معه ويكمن الشبه الليثولوجي الرئيسي مع الجزء الجنوبي للحوض في الصخور الرسوبية - الحجر الرملي وكلاهما يتميز بمسامية أولية عالية تتكون من الصخور الرسوبية الدقيقة والمتوسطة ومسامية ثانوية: أي الكسور، والترابط الأفقي العالي. وتوجد المياه في الطبقات المشبعة التي تشمل رواسب من العصر الثالث والعصر الوسيط. وتتم عملية التغذية من الأودية أو من خلال منطقة الترابط بين الصخور المهدمة، والمصدر الغالب للتعذية هو هطول مياه الأمطار. متوسط الأمطار في السنة 620 مليمتر.
تبلغ التغذية السنوية، والتي هي 100 ٪ داخل السودان وجنوب السودان حوالي 185 مليمتر مكعب في السنة. على مساحة تُقدر بحوالي 141000 كيلومتر.
من المعروف أن هناك العديد من الآبار المحفورة باليد في منطقة الحوض، وفي هذه المناطق يتراوح عمق التكوين الحامل للماء ما بين 16-30 متر تحت السطح. (مهاجرية في الشمال في دلتا وادي الكو، وطويل في غرب وادي إبرة، وعرديبة في شرق وادي الغالي)

### الروابط مع أنظمة المياه الأخرى
لم تظهر للحوض أية روابط متداخلة مع شبكات المياه الأخرى.

### الجوانب البيئية والنوعية
نوعية المياه الطبيعية جيدة عمومًا حيث يبلغ متوسط محتوى المواد الصلبة الذائبة من 500 إلى 800 مليمتر ولم يتم تسجيل أية بيانات عن مياه رديئة أو تلوث مياه جوفية بفعل الإنسان أو على نطاق المياه الجوفية الضحلة فوق منطقة طبقة المياه الجوفية.

## الجوانب الاجتماعية والإقتصادية
كان معدل استخراج المياه الجوفية السنوي في حدود 14.70 مليون متر مكعب في السنة داخل السودان وجنوب السودان.البيانات غير متوفرة حول الكمية الإجمالية لاستخراج المياه العذبة في منطقة طبقة المياه الجوفية. يسكن منطقة الحوض حوالي 3,600,000 نسمة موزعين على ثلاث دول هي: السودان حيث يقع الجزء الأكبر من الحوض في ولايات كردفان ودارفور وفي دولة جنوب السودان شمال بحر الغزال والجزء الأصغر منه في جمهورية افريقيا الوسطى على الحدود مع السودان. وتنتشر فيبه عدة مدن وبلدات وقرى منها برام والضعينو رهيد البردي ونيالا.
وقد جرت في بداية ستينيات القرن الماضي محاولات لاستغلال حوض البقارة والاستفادة من مخزونه مياهه الجوفية في محاربة العطش والحد من شح المياه التي تعاني منها المنطقة خاصة ولاية جنوب دارفور حيث يقع معظم الحوض وتم آنذاك اعداد الدراسات اللازمة لتنفيذ مشروع لتزويد مدينة نيالا كبرى مدن الولاية وحاضرتها بالمياه من حوض البقارة في منطقة قريضة على بعد 85 كيلو متر جنوباً، وبحسب الدراسة الجيولوجية فأن بإمكان المشروع مد المدينة بـحوالي 40 ألف متر مكعب من المياه يومياً، وهي كمية كانت كافية لتغطية حاجة المدينة من مياه الشرب في العام 2004 الذي شهد توقيع أول عقد مع شركة صينية بتكلفة بلغت 50 مليون دولار آنذاك ثم تم التوقيع على عقد ثاني في عام 2008 مع الشركة ذاتها. وفشل تنفيذ المشروع بسبب عدم استقرار الأوضاع الأمنية في المنطقة.
وفي العام 2013 وقعت حكومة ولاية جنوب دارفور عقداً مع شركة المنتجات التشيكية - وهي شركة سودانية اسمت نفسها بذلك - لأنها تستورد منتجات من جمهورية التشيك، لتنفيذ المشروع وتمكنت الشركة من تنفيذ 42 كيلو متر من خط المياه الناقل من جملة 85 كيلو متر، ولكن برزت المشاكل مرة أخرى بعضها فني والآخر يعود لأسباب أمنية.

## الجوانب القانونية والمؤسسية
لا يوجد اتفاق عبر الحدود، ولا هو قيد الإعداد بين دول الحوض. هناك مؤسسة
في جنوب السودان، ولكنها لا تعمل بشكل كامل. أما في السودان فلا توجد حتى الآن أية جهة رسمية تعمل في إدارة الحوض.